# ژوئل پلیه
ژوئل پلیه (فرانسوی: Joël Pelier‎؛ زادهٔ ۲۳ مارس ۱۹۶۲) دوچرخه‌سوار اهل فرانسه است.